# کلوتشوف (منطقه تربیچ)
کلوتشوف (به چکی: Klučov) یک منطقهٔ مسکونی در جمهوری چک است که در منطقه تربیچ واقع شده‌است.
 کلوتشوف ۷٫۲۸ کیلومتر مربع مساحت و ۱۵۳ نفر جمعیت دارد و ۵۳۷ متر بالاتر از سطح دریا واقع شده‌است.